# Frederick Warren
Frederick Warren (mars 1775 - 22 mars 1848) est un officier de la Royal Navy qui sert pendant les guerres de la Révolution française et napoléoniennes, et la guerre des canonnières, s'élevant au rang de vice-amiral.

## Biographie
Né en mars 1775, il est le fils de Richard Warren, le médecin, et le frère aîné de Pelham Warren. Il est admis à la Westminster School le 15 janvier 1783 et entre dans la marine en mars 1789, à bord du HMS Adamant, vaisseau amiral de Sir Richard Hughes à la station Halifax .
Lorsque l'Adamant est désarmé en 1792, Warren est envoyé sur le HMS Lion avec le capitaine Erasmus Gower, et fait le voyage en Chine. Peu de temps après son retour, le 24 octobre 1794, il est confirmé au grade de lieutenant et nommé sur le HMS Prince George. Il sert ensuite dans le HMS Jason sur la station d'attache, et dans le HMS Latona au large de Terre- Neuve, où il est promu le 10 août 1797 pour commander le sloop HMS Shark. En 1800, il commande le HMS Fairy aux Antilles.

## Capitaine de vaisseau des guerres napoléoniennes
Le 12 mai 1801, Warren est promu au grade de capitaine. A la reprise de la guerre en 1803 après la paix d'Amiens, il a pendant trois ans le commandement des fencibles maritimes du district de Dundee ; en novembre 1806, il est nommé sur le HMS Daedalus et l’emmène aux Antilles, où en avril 1808 il est transféré sur le HMS Meleager, qui fait naufrage près de Port Royal le 30 juillet 1808. Warren est acquitté de tout blâme et officiellement félicité pour les efforts qu'il a déployés après le naufrage du navire .
En 1809, Warren commande la HMS Melpomene dans la mer Baltique pendant quelques mois, agissant pour Sir Peter Parker, 2e baronnet, qui est en congé de maladie ,. Dans la nuit du 29 au 30 mai, il mène une action sévère dans les détroits danois avec une vingtaine de canonnières danoises. Au point du jour, le vent fraîchit et les canonnières se retirent; mais la Melpomene a perdu trente-quatre hommes, tués et blessés ; la coque et les mâts ont subi de nombreux dommages et son gréement est coupé en morceaux. Elle est peu après envoyée en Angleterre et désarmée .
En décembre 1809, Warren est nommé sur le HMS Argo de 44 canons, qu'il commande sur la station de Lisbonne et en Méditerranée pendant près de trois ans. En 1814, il commande le HMS Clarence de 74 canons dans la Manche .

## Fin de carrière
De 1825 à 1830, Warren commande le HMS Spartiate. Il est promu contre-amiral le 22 juillet 1830 ; de 1831 à 1834, il est commandant en chef à la station du cap de Bonne-Espérance  et de 1837 à 1841 amiral-surintendant à Plymouth. Il est nommé vice-amiral le 23 novembre 1841 et meurt à Cosham, près de Portsmouth, le 22 mars 1848.

## Famille
Warren épouse, en 1804, Mary, fille unique du contre-amiral David Laird de Strathmartine House, Dundee, et a des enfants. Son fils aîné, Richard Laird Warren, est mort amiral en 1875 .